# Капустинка (посёлок, Москва)
Капустинка — посёлок в Троицком административном округе Москвы  (до 1 июля 2012 года был в составе Наро-Фоминского района Московской области). Входит в состав поселения Новофёдоровское.
Название, предположительно, произошло от некалендарного личного имени Капуста.

## Население
Согласно Всероссийской переписи, в 2002 году в посёлке проживало 6 человек (3 мужчины и 3 женщины). По данным на 2005 год, в посёлке проживало 2 человека.

## Расположение
Посёлок Капустинка находится примерно в 22 км к западу от центра города Троицка. В 2 км западнее деревни проходит Киевское шоссе. Рядом протекает река Пахра. Ближайшие населённые пункты — деревни Яковлевское и Кузнецово.